# Albert Brown (Snookerspieler)
Albert Brown (* 10. Juli 1911 in Aston, Birmingham; † 27. April 1995 in Birmingham) war ein englischer Snooker- und Cricketspieler. Als Snookerspieler war er von 1946 bis 1955 Profispieler. In dieser Zeit war er Zweitplatzierter des News of the World Tournament 1951/52 und erreichte vier Mal das Halbfinale der Snookerweltmeisterschaft. Zusätzlich stand er auf Amateurebene zwei Mal im Finale der English Amateur Championship, der damals britischen Snooker-Meisterschaft. Zuvor hatte er sich in den 1930ern intensiv dem Cricket gewidmet und hatte 1932 auch ein First-Class-Spiel für den Warwickshire County Cricket Club bestritten.

## Karriere
Als Kind besuchte Brown ein Internat, wo er mit sieben Jahren erstmals mit dem Billard in Kontakt kam. Zunächst spielte er English Billiards, das damals noch weiter verbreitet war als Snooker. Brown zeigte Talent für das Spiel und gewann neun Mal die Schulmeisterschaft. Nach seinem Abschluss konzentrierte er sich aber auf sein zweites Hobby, das Cricket. Der Rechtshänder fungierte als Fast-medium bowler. 1932 stand er im Kader des Warwickshire County Cricket Clubs für ein First-Class-Spiel, das der Club gegen die indische Cricket-Nationalmannschaft im Rahmen von deren Tour durch England bestritt. Eingesetzt in einem Innings des Spiels konnte er zwei Wickets als Bowler und einen Run am Schlag erzielen. Das Spiel endete remis; es war Browns einziger Einsatz im Cricket auf solch hoher Ebene. Danach spielte er noch einige Zeit weiter, ehe er um 1935 mit dem Cricket aufhörte. Danach kehrte er durch einen Freund zum Billard zurück, der ihn ins Snooker einführte. Nach nur einem Jahr gewann er gegen Kingsley Kennerley die Midland Amateur Championship, die Regionalmeisterschaft der Midlands. Seinen Titel konnte er im folgenden Jahr verteidigen. 1940 konnte er auch das Finale der English Amateur Championship erreichen. Gegen Kingsley Kennerley führte er bereits mit 7:4, verlor schlussendlich aber doch noch mit 7:8. Es war die letzte Ausgabe der britischen Meisterschaft vor dem Zweiten Weltkrieg.
1946 kehrte das Snooker zurück und Brown gewann einen dritten Titel bei der Midland Amateur Championship. Bei der English Amateur Championship war Brown ebenfalls erneut im Teilnehmerfeld. Im Turnierverlauf gelangen ihm Siege über Bryn Gravenor und Charles Beavis, und wieder konnte er das Finale erreichen. Allerdings verlor er erneut, diesmal mit 2:6 gegen John Pulman. Trotzdem wurde er anschließend Profispieler. Sein Debüt feierte er bei der Snookerweltmeisterschaft 1947, wo er in der Vorrunde neben Pulman und Kingsley Kennerley auch Eric Newman und John Barrie besiegen konnte. Erst im Viertelfinale musste er sich mit 34:39 knapp dem Australier Horace Lindrum geschlagen geben. Im folgenden Jahr gelang ihm im Viertelfinale, für das er diesmal direkt gesetzt war, ein knapper 36:35-Sieg über Sidney Smith. In seinem ersten WM-Halbfinale verlor er aber anschließend recht deutlich gegen Titelverteidiger Walter Donaldson. Anschließend durfte er auch erstmals an einem Einladungsturnier teilnehmen, beim Sunday Empire News Tournament konnte er aber auch wie bei der Snookerweltmeisterschaft 1949 keine berauschenden Ergebnisse erzielen.
Anfang 1950 belegte er bei der Erstausgabe des News of the World Tournament einen knappen dritten Platz. Wochen später gelang ihm bei der Weltmeisterschaft seine zweite Halbfinalteilnahme, erneut verlor er aber gegen Donaldson. Trotz einer zwischenzeitlichen 25:22-Führung unterlag er am Schluss mit 34:37. Bei der nächsten Ausgabe des News of the World Tournament belegte er Platz 4 der Abschlusstabelle, während er wenig später im Viertelfinale der Weltmeisterschaft ausschied. Schließlich feierte er Anfang 1952 den größten Erfolg seiner Karriere, als er in der Abschlusstabelle News of the World Tournament 1951/52 den zweiten Platz belegte; Sidney Smith siegte, da er einen Frame mehr gewonnen hatte als Brown. Im Turnierverlauf gelang ihm auch ein 140er-Break. Anschließend musste er eine weitere bittere Niederlage hinnehmen, als er im Halbfinale der Weltmeisterschaft erneut knapp gegen Walter Donaldson verlor, diesmal mit 30:31.
Danach konnte Brown nicht mehr ganz an seine vorherigen Leistungen anschließen. So war er beim News of the World Tournament 1952/53 nur noch im Mittelfeld platziert. Zwar gelang ihm danach bei der Snookerweltmeisterschaft 1953 der vierte Halbfinaleinzug, doch eine neuerliche Partie gegen Walter Donaldson musste Brown aus gesundheitlichen Gründen vorzeitig aufgeben. Es blieb seine letzte Teilnahme an der Weltmeisterschaft. Danach nahm er noch zwei Mal am News of the World Tournament teil, war aber nur noch im hinteren Mittelfeld zugegen. 1955 zog er sich vom Profisnooker zurück. Hauptgrund für seinen sukzessiven Rückzug waren finanzielle Sorgen gewesen, denn damals war der Snookersport zwar zeitintensiv, aber längst noch nicht so ertragreich wie ab den 1980ern.
Brown war laut Huw Tuberville im Prinzip der einzige Spieler, der sowohl im Cricket als auch im Snooker gute Leistungen erzielen konnte. Elliott West nannte ihn 2021 einen „vollendeten Amateur und Profispieler“ und einen „Pionier“, der mitgeholfen habe, Snooker über die Working men’s club hinaus bekannt zu machen. Brown starb im Alter von 83 Jahren Ende April 1995 in Birmingham.

## Erfolge
| Ausgang         | Jahr                    | Turnier                      | Finalgegner        | Ergebnis     |
| --------------- | ----------------------- | ---------------------------- | ------------------ | ------------ |
| Profiturniere   |                         |                              |                    |              |
| Zweiter         | 1951/52                 | News of the World Tournament | Gruppenphase       | Gruppenphase |
| Amateurturniere |                         |                              |                    |              |
| Sieger          | Mitte / Ende der 1930er | Midland Amateur Championship | Kingsley Kennerley | 4:0          |
| Sieger          | Mitte / Ende der 1930er | Midland Amateur Championship | unbekannt          | unbekannt    |
| Zweiter         | 1940                    | English Amateur Championship | Kingsley Kennerley | 7:8          |
| Sieger          | 1946                    | Midland Amateur Championship | unbekannt          | unbekannt    |
| Zweiter         | 1946                    | English Amateur Championship | John Pulman        | 2:6          |